# Koepoort (Middelburg)
De Koepoort in Middelburg is, van de ooit acht aanwezige stadspoorten, de enige die in zijn geheel bewaard is gebleven. De, in late Lodewijk XIV-stijl opgetrokken poort, werd ontworpen door architect Jan Pieter van Baurscheidt de Jonge en stadsarchitect Jan de Munck. De poort werd gebouwd in de eerste helft van de achttiende eeuw en was de opvolger van verscheidene vroegere koepoorten. Waar de eerdere poorten dienden als verdedigingswerken, diende de nieuwe poort voornamelijk als sierpoort.

## Geschiedenis
Er is voor het eerst sprake van een Koepoort in Middelburg in de 13e-14e eeuw welke vermoedelijk in de nabijheid van de Spanjaardstraat stond, tegenover de Spuistraat. In 1593 werd deze poort vervangen en verplaatst naar het einde van de huidige Koepoortstraat en de toenmalige rand van de stedelijke bebouwing. Het betrof een houten poort. Middelburg breidde echter spoedig uit en bij de uitlegging van de stad in 1595-98 werd er een nieuwe Koepoort gebouwd aan de noordoostzijde van het Molenwater. Hier werd in 1653 een hameide geplaatst.
Nadat Jan de Munck in 1730 was aangesteld als stadsarchitect door het stadsbestuur, werd hem de uitvoering van werkzaamheden opgedragen voor de bouw van een nieuwe poort. Hij werkte hierbij samen met de Antwerpse architect Jan Pieter Baurscheidt de Jonge, die reeds op 29 september 1733 zijn eerste ontwerp had ingediend voor de poort. Op 19 maart 1735 werd een van de ontwerpen goedgekeurd en kon de sloop van de oude, en de bouw van een nieuwe poort aangevangen worden. Voor de bouw werd gebruik gemaakt van baksteen voor de muren, arduinsteen, en Bentheimer steen voor de twee wapens en de acht vazen. Deze vazen werden in 1739 geleverd waarmee de poort kon worden afgeleverd.
De acht poorten van Middelburg werden gedurende de 18e en 19e eeuw een voor een gesloopt, voornamelijk omdat ze hun defensieve functie hadden verloren, of om plaats te maken voor nieuwe projecten, zoals het Kanaal door Walcheren. Daar geen projecten werden gerealiseerd rond de Koepoort, en het geen defensieve functie had, bleef deze poort de sloop bespaard. Echter, tussen 1841-1848 werden de stadswallen veranderd in een wandelgebied, naar een ontwerp van tuinarchitect Karel George Zocher. Dit project werd voornamelijk gerealiseerd om sociale werkgelegenheid te creëren. Tijdens deze werkzaamheden werd de ophaalbrug bij de Koepoort verwijderd zodat deze niet meer rechtstreeks verbonden was met de Veersesingel. In plaats daarvan werd er gebruik gemaakt van een veerpontje waarvoor tol betaald moest worden. In 1871 werd door de Middelburgsche Commercie Compagnie een nieuw pontje geleverd welke in gebruik bleef tot 1888. In datzelfde jaar werd een houten bruggetje aangelegd.

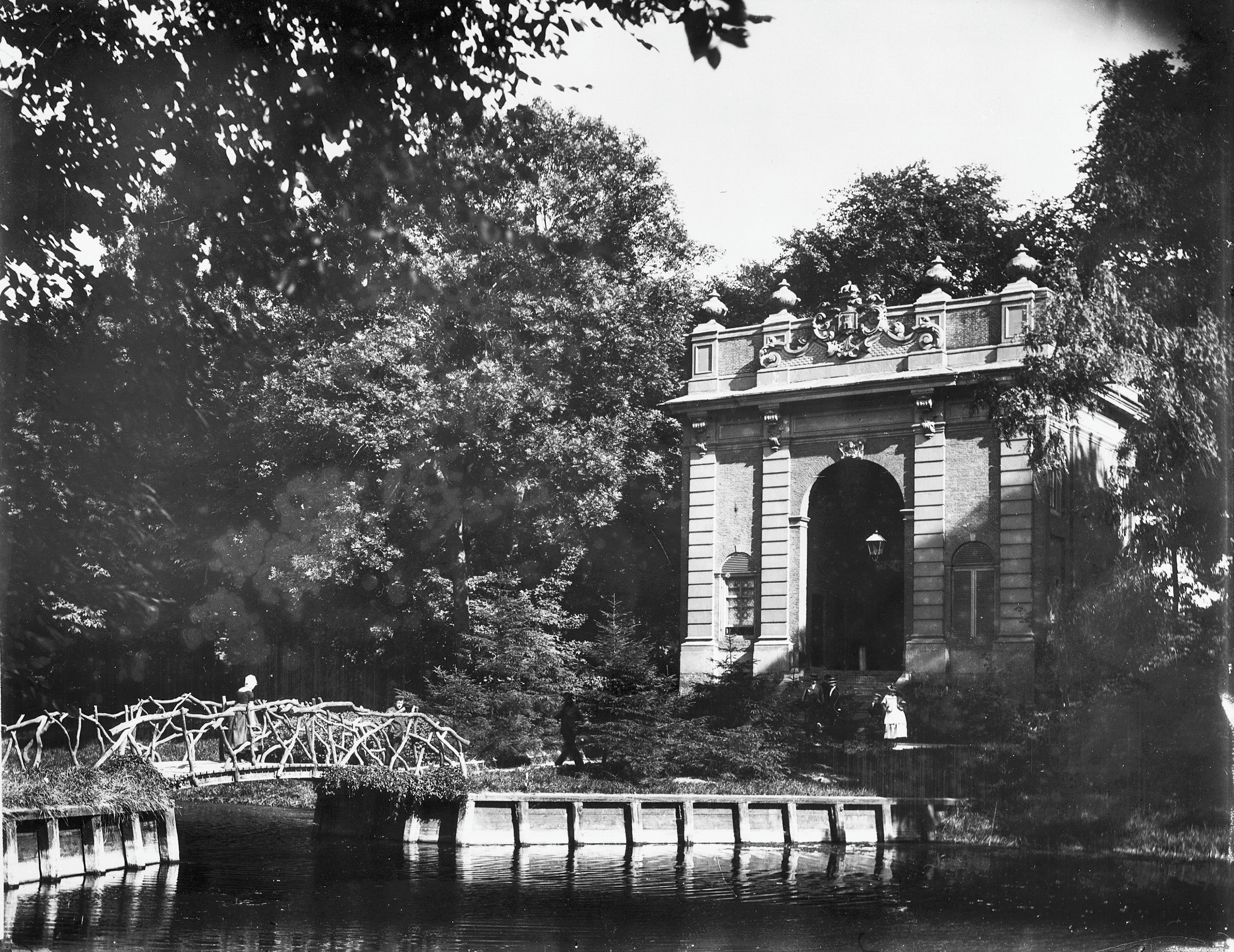
De Koepoort met het houten bruggetje, in gebruik tussen 1888-1923.

Het verkeer nam echter toe, en het bruggetje werd vervangen door een stenen brug in 1923, waarover ook auto's konden passeren. Tevens werden er rijbanen rondom de poort gelegd, om het verkeer door de poort te ontlasten.

## Restauratie
Over de loop van tijd was de Koepoort over een groot gedeelte begroeid geraakt met klimop. Toen in 1992 werd besloten tot restauratie van de poort werd als eerste stap deze klimop verwijderd, waarbij naar voren kwam dat de bouwkundige toestand erg slecht was. Het metselwerk was gescheurd en was in veel plekken verdikt. De eerst en tweede houten kroonlijsten waren volledig aangetast door houtworm, houtzwam, bonte knaagkevers en boktorren, waardoor het onherstelbaar beschadigd was geraakt. Ook stonden de stenen ornamenten los doordat de ijzeren ankers en dokken waren weggeroest. De meest problemen waren ontstaan doordat het ijzeren ankerwerk was ingemetseld met schelpkalkmortel en door reactie met vocht was roestvorming ontstaan. Dit veroorzaakte volumevergroting waardoor er spanning kwam te staan op de stenen en het metselwerk. De inwendige constructie was daardoor ook in vele plekken gebroken, of reeds vergaan. Hierdoor moest de poort een ingrijpende renovatie ondergaan.

## Bewoning
In de Koepoort was ruimte gerealiseerd waar de poortwachters konden verblijven. In 1863 werd er een brandspuit in de Koepoort ondergebracht. Aan het begin van de twintigste eeuw woonden er twee gezinnen in de Koepoort in twee identieke kleine ruimtes. Tijdens de Tweede Wereldoorlog bevond er zich een kleine winkel en probeerde de Duitse bezetter er een radioverstoorder te installeren. Na de oorlog kwam de Koepoort in gebruik als de woning van echtpaar Korstanje, zij woonden tot juli 1969 in de Koepoort. Hierna stond het enkele jaren leeg, maar kwam in 1980 tot 2016 in gebruik als atelier en woning van de kunstenaar Leendert van der Pool. In 2018 werd de Koepoort inwendig verbouwd tot twee B&B appartementen onder begeleiding van architect Bernard Vercouteren, en deze zijn in 2019 in gebruik genomen.